# Municipio de Sarcoxie (Kansas)
El municipio de Sarcoxie (en inglés: Sarcoxie Township) es un municipio ubicado en el condado de Jefferson en el estado estadounidense de Kansas. En el año 2010 tenía una población de 999 habitantes y una densidad poblacional de 12,41 personas por km².

## Geografía
El municipio de Sarcoxie se encuentra ubicado en las coordenadas 39°5′38″N 95°13′31″O / 39.09389, -95.22528. Según la Oficina del Censo de los Estados Unidos, el municipio tiene una superficie total de 80.53 km², de la cual 79.51 km² corresponden a tierra firme y (1.26%) 1.02 km² es agua.

## Demografía
Según el censo de 2010, había 999 personas residiendo en el municipio de Sarcoxie. La densidad de población era de 12,41 hab./km². De los 999 habitantes, el municipio de Sarcoxie estaba compuesto por el 96.5% blancos, el 0.4% eran afroamericanos, el 0.4% eran amerindios, el 0.1% eran asiáticos, el 0.2% eran isleños del Pacífico, el 0.6% eran de otras razas y el 1.8% pertenecían a dos o más razas. Del total de la población el 1.4% eran hispanos o latinos de cualquier raza.